# جيف سيمون
جيف سيمون (بالإنجليزية: Jeff Simon)‏ هو متزلج سريع أمريكي، ولد في 17 أغسطس 1989.

## وصلات خارجية
- جيف سيمون على موقع ShortTrackOnLine.info (الإنجليزية)